# Новат
Новат (лат. Novatus; III век) — пресвитер Карфагенской церкви, осуждённый в 251 году.
Был известным пресвитером, но когда в 248 году в Карфагене стали избирать епископа, по общему требованию был избран епископом святитель Киприан, который был младше Новата.
Пять пресвитеров, между которыми особенно выдавался Новат, недовольные этим избранием, отделились от Киприана, а Новат, без ведома и воли епископа, поставил в диакона Фелициссима, человека богатого и влиятельного.
Образовался раскол, известный под названием раскола Новата и Фелициссима. Раскольническая партия решительно отказалась от повиновения епископу, когда он в гонение Деция удалился из Карфагена, и стала самостоятельно распоряжаться церковными делами, особенно касающимися принятия отпадших от церкви.
Свой протест против строгости Карфагенской церкви к отпадшим раскольники довели до крайности: они принимали их в церковь без всякого рассмотрения их дел, даже не требуя от них покаяния, по одним только ходатайствам исповедников, которые в своих libella pacis часто не просили церковь о принятии падшего, а требовали этого.
На Карфагенском соборе 251 года Новат и его партия были осуждены. Несмотря на это, раскольники, не признавая Киприана, избрали вместо него карфагенским епископом Фортуната. Раскол Новата и Фелициссима существовал недолго; в IV веке его уже не было.